# José Luís do Livramento
José Luís do Livramento (Desterro,  — , ) foi um comerciante e político brasileiro.

## Vida
Filho de Vicente Luís da Costa e de Sebastiana Tereza. Foi comerciante em Desterro (atual Florianópolis), no ramo de fazendas e secos e molhados, na esquina das atuais ruas Trajano e Felipe Schmidt. 
Em 1822 era tenente-coronel. 
Foi eleito para a 1ª legislatura do Conselho Geral da Província de Santa Catarina.